# Reformierte Kirchen Bern-Jura-Solothurn
Die Reformierten Kirchen Bern-Jura-Solothurn sind ein Verband der reformierten Landeskirchen der Schweizer Kantone Bern, Jura und Solothurn (oberer Kantonsteil) und gehören zur Evangelisch-reformierten Kirche Schweiz.

## Geschichte
Die Ursprünge der evangelisch-reformierten Kirche im Kanton Bern gehen zurück auf die Einführung der Reformation ab dem Jahr 1528. Bereits seit jener Zeit umfasst das Kirchengebiet acht Kirchgemeinden des oberen Teils des Kantons Solothurn. Nach der Gründung des Kantons Jura schlossen sich 1980 die reformierten Kirchen der Kantone Bern und Jura zu einem Synodalverband zusammen.

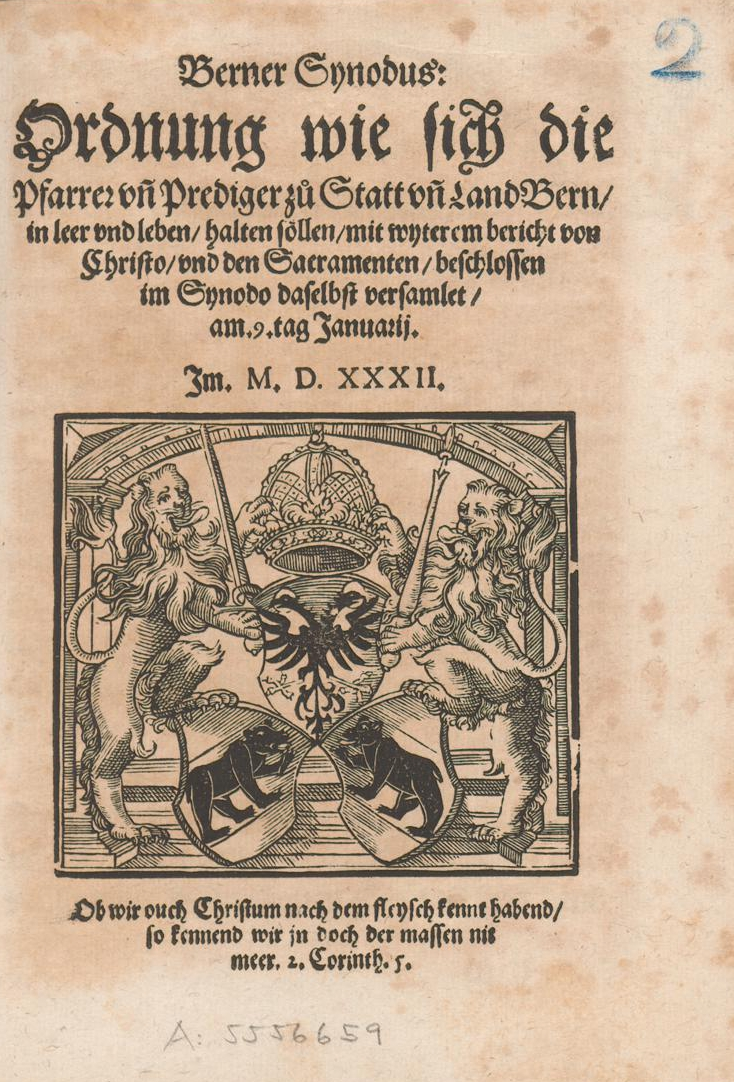
Berner Synodus, Titelblatt (1532)
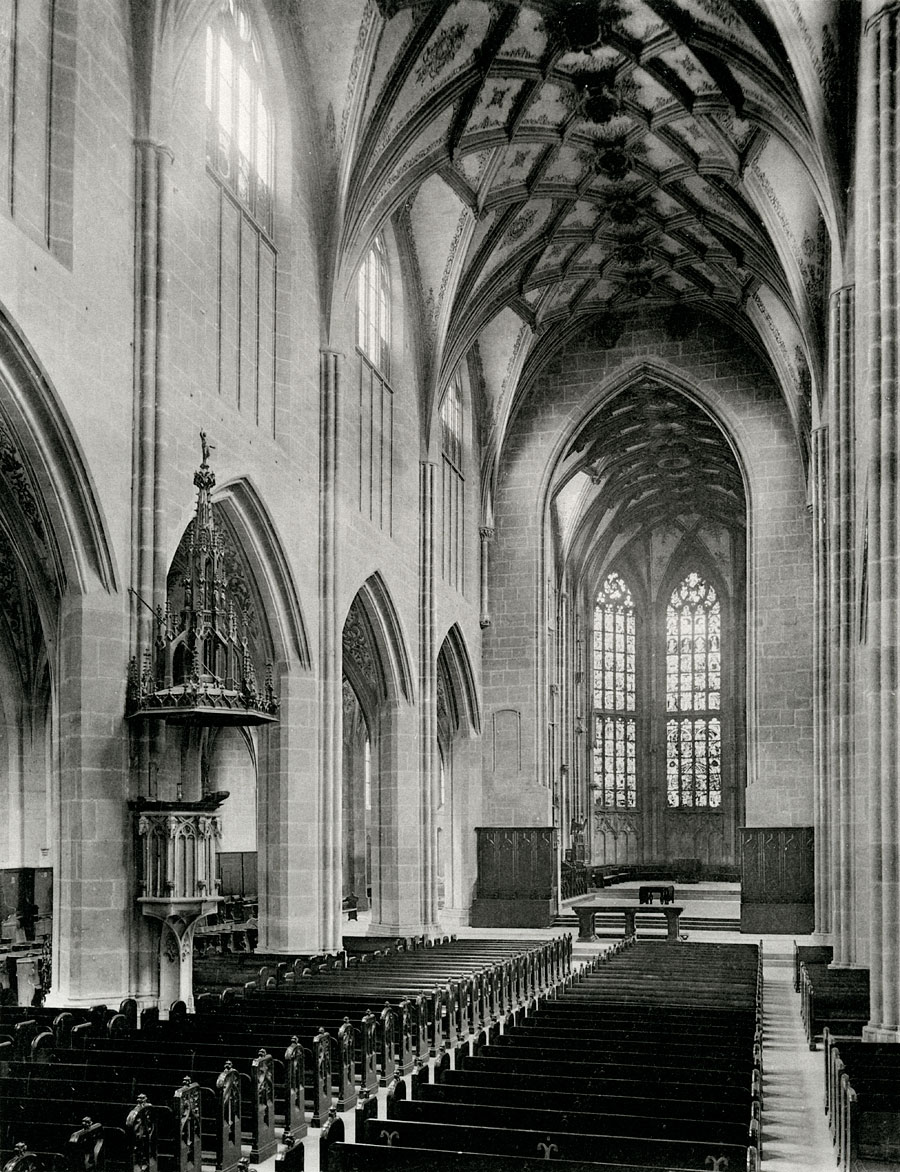
Berner Münster (1895)
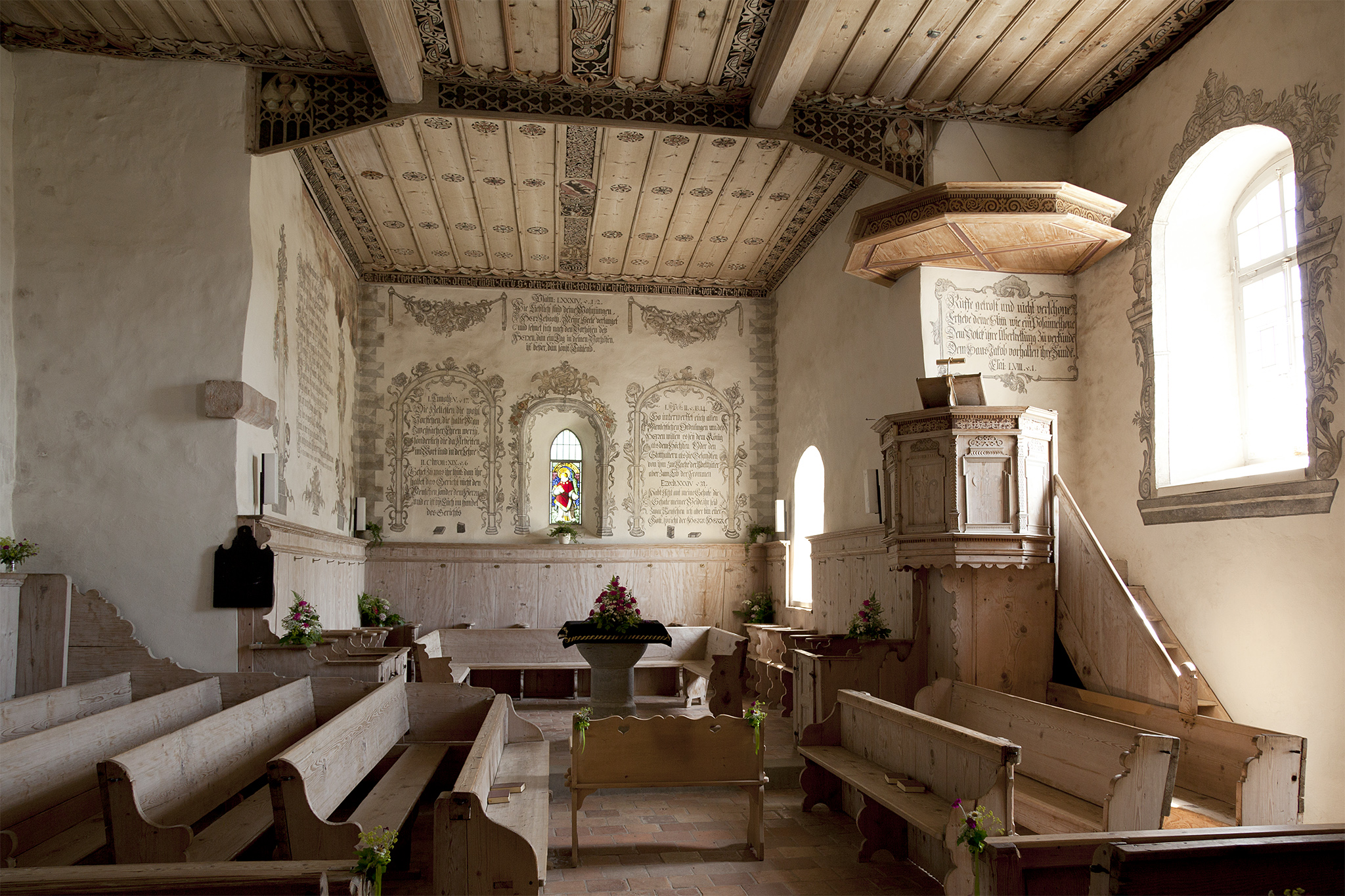
Kirche Würzbrunnen (2010)
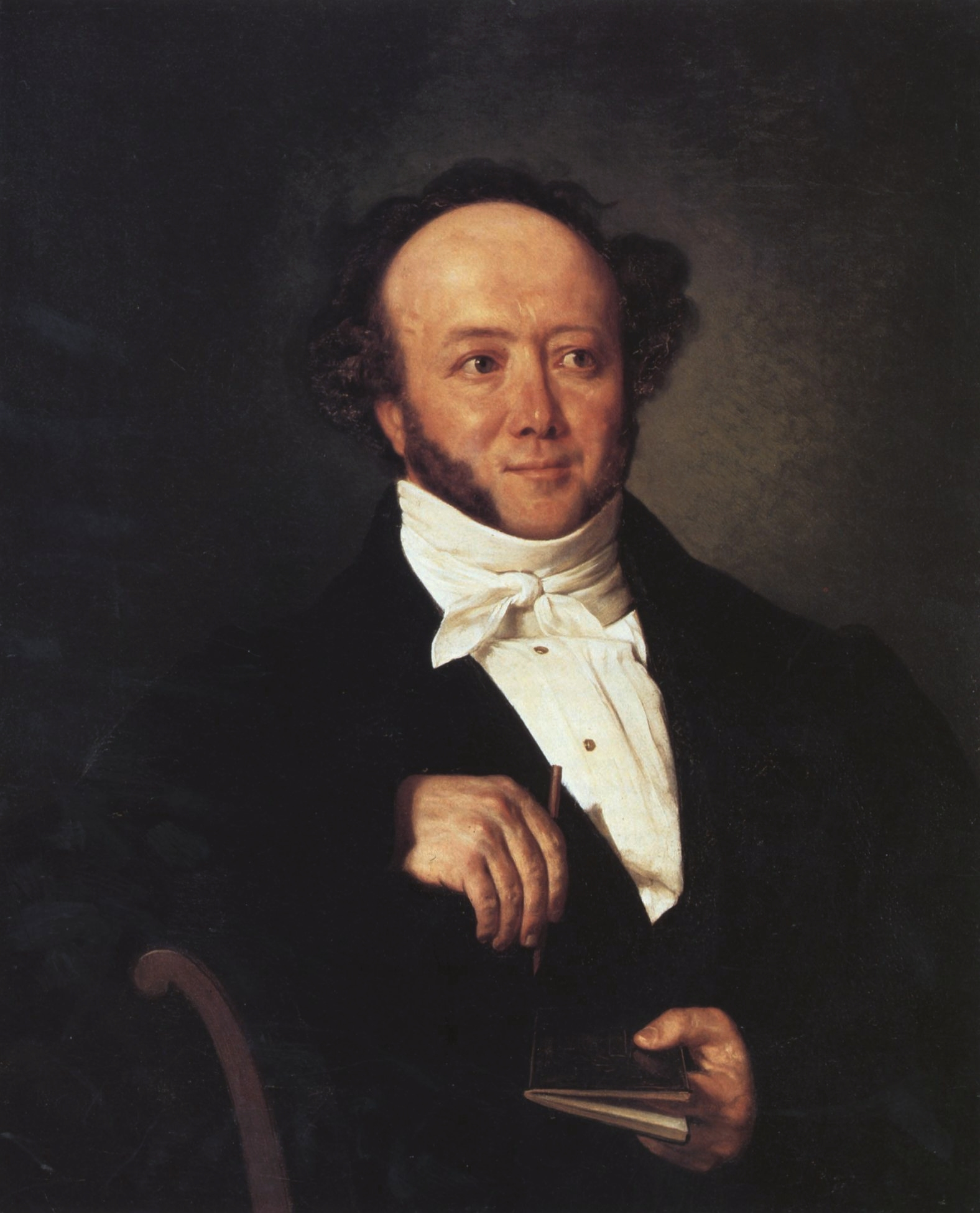
Albert Bitzius, 1844

## Struktur
Die Reformierten Kirchen Bern-Jura-Solothurn sind eine Körperschaft des öffentlichen Rechts, die sich in 13 regionale Einheiten (kirchliche Bezirke) und 217 Kirchgemeinden gliedert.

### Verband
Die Reformierten Kirchen Bern-Jura-Solothurn (eigentlich Evangelisch-reformierter Synodalverband Bern-Jura) sind ein seit 1980 bestehender Synodalverband, bestehend aus der Evangelisch-reformierten Landeskirche des Kantons Bern (zu der auch acht Kirchgemeinden des oberen Teils des Kantons Solothurn gehören) und der Église réformée évangelique de la République et Canton du Jura (Evangelisch-reformierte Landeskirche der Republik und des Kantons Jura).

### Synode
Im Aufbau der Reformierten Kirchen Bern-Jura-Solothurn kommt der Synode, wie bei reformierten Kirchen üblich, eine besondere Bedeutung zu. Unter liberalen Einflüssen im 19. Jahrhundert zu einem «Kirchenparlament» weiterentwickelt, bildet die Synode nicht nur die Legislative, sondern sichert darüber hinaus als zentrale Plattform des innerkirchlichen Dialogs und der Entscheidungsfindung die kirchliche Einheit. Sie tritt gewöhnlich zweimal im Jahr zu einer Sommer- und Wintersession zusammen; regelmässig finden sodann thematische Gesprächssynoden statt. Die Synode trifft die grundlegenden inhaltlichen Entscheide (z. B. zur Liturgie), verabschiedet das Budget und wählt die als «Synodalrat» bezeichnete Exekutive.

### Synodalrat
Der Synodalrat setzt sich zusammen aus sechs nebenamtlichen Mitgliedern und einem vollamtlichen Synodalratspräsidium. Der französischsprachige Bezirk Jura hat einen gesicherten Sitzanspruch. Seit Herbst 2020 wird der Synodalrat mit Pfrn. Judith Pörksen Roder erstmals von einer Frau präsidiert.

### Rekurskommission
Zur Gewährleistung des Rechtsschutzes besteht eine Rekurskommission. Es handelt sich hierbei um eine kirchliche Gerichtsbehörde, die als Vorinstanz des Bundesgerichtes anerkannt ist. Die Rekurskommission beurteilt insbesondere innerkirchliche Streitfälle (z. B. im Ausbildungsbereich). Für Wahl- und Abstimmungssachen sowie in personalrechtlichen Angelegenheiten sind aber die staatlichen Instanzen zuständig.

### Gesamtkirchliche Dienste
Die Gesamtkirchlichen Dienste der Reformierten Kirchen Bern-Jura-Solothurn arbeiten im Auftrag der Synode und des Synodalrates. Sie verstehen sich nicht nur als «Verwaltung» der Kirche, sondern erbringen auch verschiedenste Leistungen zugunsten der Gesellschaft.

### Kirchliche Bezirke
Ein kirchlicher Bezirk ist der Zusammenschluss der Kirchgemeinden in einer bestimmten Region der Landeskirche. Die Bezirkssynoden und ihr Vorstände sind verantwortlich für die Erfüllung gemeinsamer Aufgaben in der Region. Die kirchlichen Bezirke stellen auch die Wahlkreise für die Synodewahlen dar.
Die 13 kirchlichen Bezirke der Reformierten Kirchen Bern-Jura-Solothurn:
| - Bern-Mittelland Nord - Bern-Mittelland Süd - Bern-Stadt - Frutigen-Niedersimmental - Interlaken-Oberhasli | - Jura - Oberaargau - Oberemmental - Obersimmental-Saanen | - Seeland - Solothurn - Thun - Unteres Emmental |

## Kirchliche Presse
Etliche Kirchgemeinden der Reformierten Kirche Bern-Jura-Solothurn haben für ihre Mitglieder die Monatszeitung «reformiert.» (früher Saemann) abonniert. Diese wird von einem selbständigen Verein herausgegeben, welcher sich in der Trägerschaft der beteiligten Kirchgemeinden befindet.
Auf landeskirchlicher Ebene geben die Reformierten Kirchen Bern-Jura-Solothurn das Kirchenmagazin «ENSEMBLE» heraus, das sich in erster Linie an die Freiwilligen, Mitarbeitenden und Behördenmitglieder der Kirche wendet.

## Verhältnis zum Staat
Entsprechend ihrer volkskirchlich-offenen Tradition sehen sich die Reformierten Kirchen Bern-Jura-Solothurn in der besonderen Verantwortung, zum Gemeinwohl beizutragen. Dieses partnerschaftliche Grundverständnis fand Eingang ins totalrevidierte Landeskirchengesetz (LKG) des Kantons Bern, welches am 1. Januar 2020 in Kraft getreten ist (vgl. Art. 4 Abs. 1 LKG). Der Kanton Bern anerkennt in diesem Erlass, dass die Landeskirchen «im gesamtgesellschaftlichen Interesse zur solidarischen Gemeinschaft, zur Vermittlung grundlegender Werte, zum Frieden unter den Religionen, zur religiösen Bildung und zur Kulturpflege» beitragen (Art. 3 LKG). Er leistet daher (nebst der Abgeltung historischer Rechtstitel) zugunsten der Landeskirchen Beiträge für deren gesamtgesellschaftlichen Leistungen. Zu den wichtigsten Folgen des totalrevidierten Landeskirchengesetzes zählt, dass am 1. Januar 2020 die evangelisch-reformierten Pfarrdienstverhältnisse vom Kanton Bern auf die Reformierten Kirchen Bern-Jura-Solothurn übergegangen sind. Die betroffenen bernischen Pfarrerinnen und Pfarrer sind daher seither bei der Kirche angestellt.

## Innerkirchliche Gemeinschaften
Im Kirchengebiet bestehen fünf evangelische Gemeinschaften, die sich als Teil der Reformierten Kirchen Bern-Jura-Solothurn verstehen. Die gegenseitigen Beziehungen mit der Landeskirche werden in einer «Gemeinsamen Erklärung» aus dem Jahre 2013 festgehalten. Die grösste evangelische Gemeinschaft ist das Evangelische Gemeinschaftswerk, welches 1831 aus einer landeskirchlich-pietistischen Erweckungsbewegung heraus entstanden ist.